# Marsianskiye glaza
Marsianskiye Glaza (en ruso марсианские глаза), traducido al español es Ojos De Marciano, es el sexto sencillo del álbum de estudio Veselye Ulybki (Sonrisas felices), del dúo de cantantes rusas T.A.T.u.
Esta canción es una de las pocas canciones que no son demos en las que solo canta Lena Katina y está incluida en el disco, como Julia Volkova cantó sola el sencillo 220 (Dvesti Dvadsat) en la cual Lena cantaba únicamente los coros.
- Datos: Q6001835